# Sepak takraw

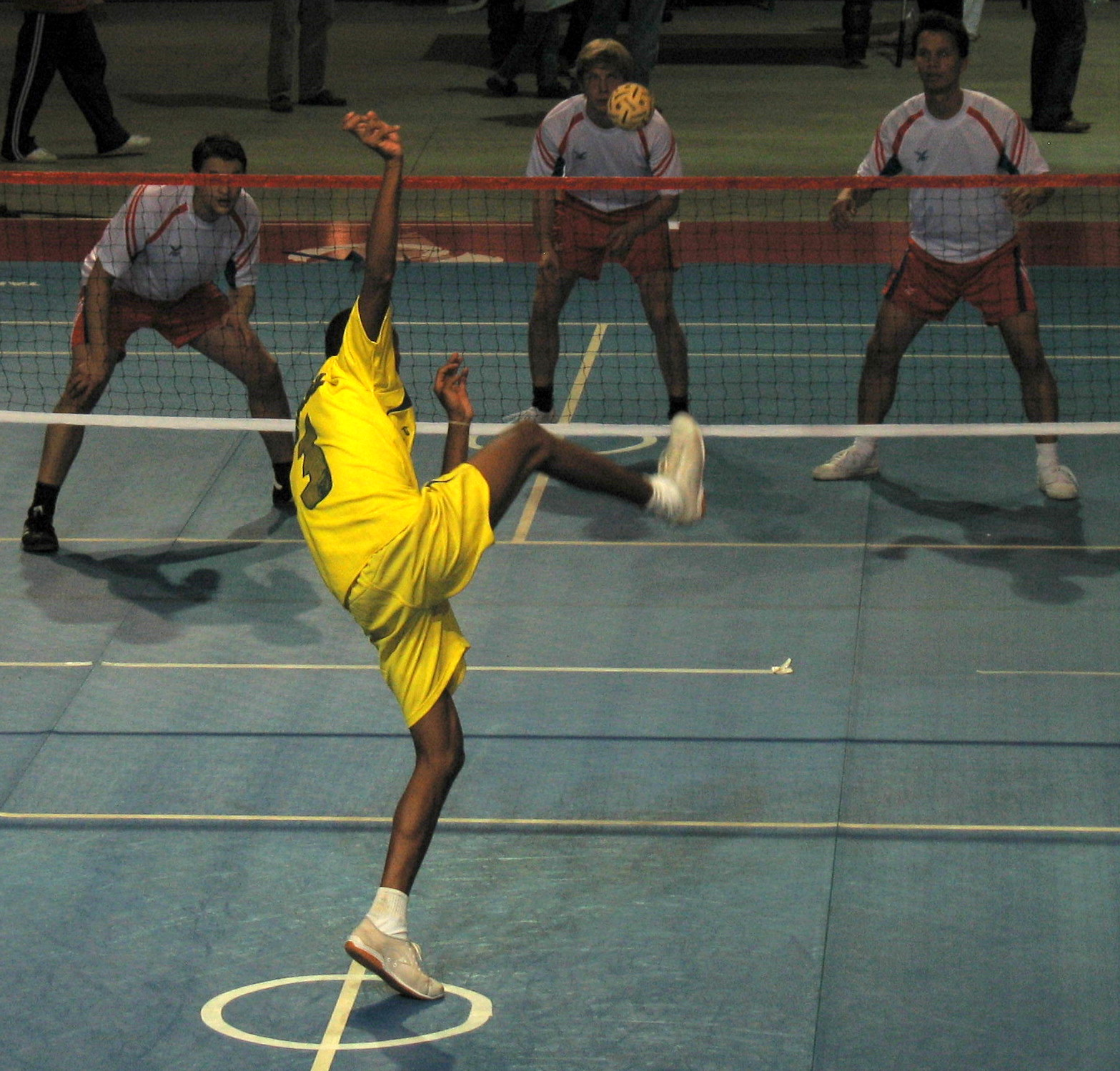
Sepak takraw

A sepak takraw egy 500 éves múltra visszatekintő maláj csapatjáték, melyet régen bambuszból font labdával játszottak, a szó jelentése: rúgd a rattant. Az 1984-es bemutatkozó torna óta műanyagból készült labdát használnak. A labdát – hasonlóan a lábtoll-labdához – a kéz kivételével minden testrésszel lehet érinteni.

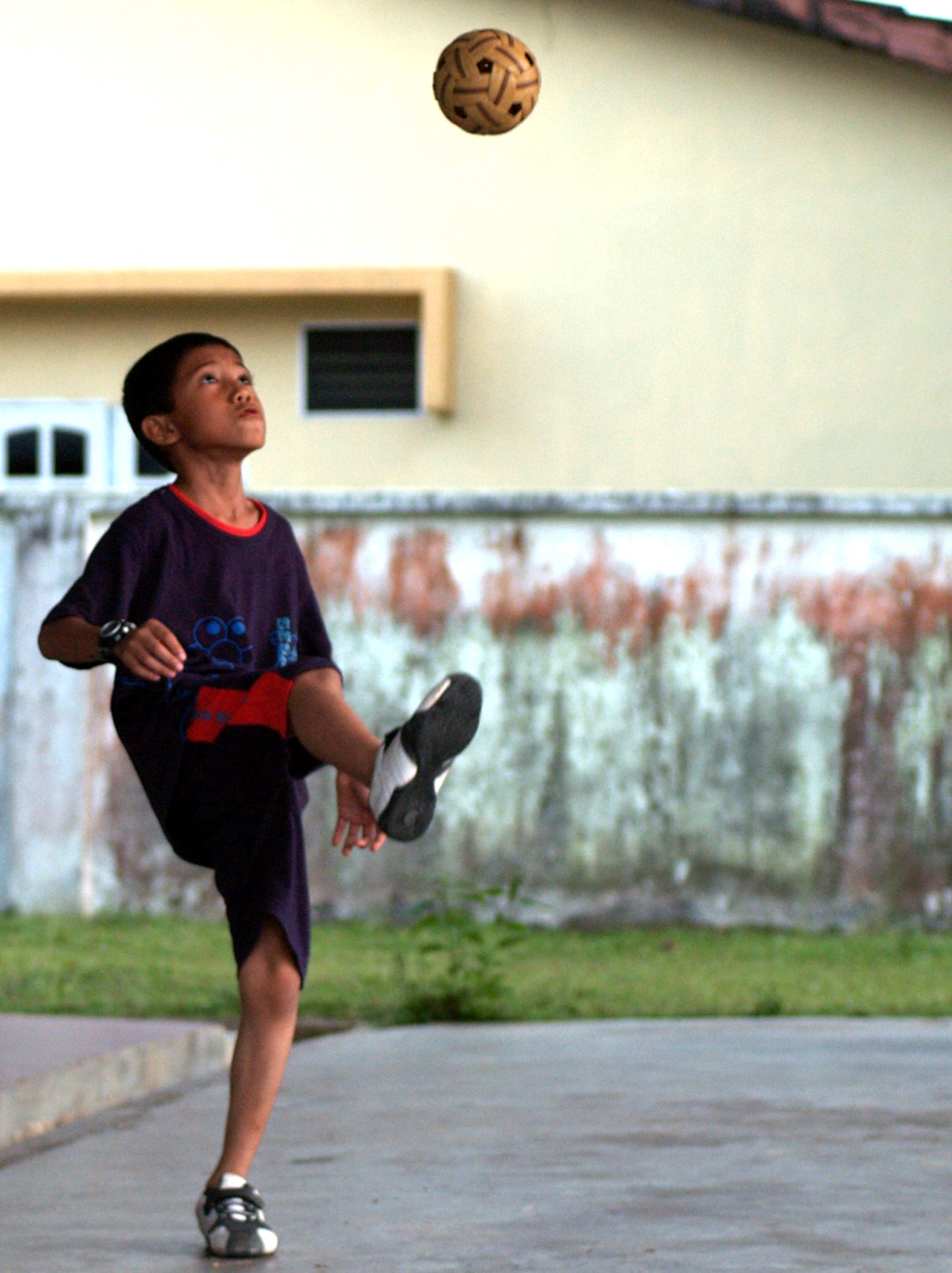

## Játéktechnikák
A láb mellett a játékosok a fejüket is sokszor használják a labda továbbítására, de leginkább a föladásra. A sepak takraw akrobatikus labdajáték, a játékosok kb. 2 méter magasra ugranak, jóval a 150 cm magas háló fölé, és onnan rúgják el a labdát. Közkedvelt és hatásos támadórúgások az olló egy hátra szaltóval egybekötve, tengelykörüli forgással való labdaleütés, a leglátványosabb és leghatásosabb azonban a vízszintes pörgéssel történő leütés. Ezeket a látványos támadási technikákat az ázsiainál jóval merevebb európai ember jobbára csak csodálattal figyeli, de alkalmazni nem tudja.

## A sportág története Magyarországon
A sepak takrawnak igen rövid múltja van hazánkban. A sportágat hobbi szinten itthon is űzik a babzsáklabda-, más néven hekijátékosok. Az első verseny, melyen magyar játékosok is részt vettek, 2005 júniusában zajlott az Olaszországban található Sevesóban. Azóta a magyarok folyamatos résztvevői az európai versenysorozatnak, és több dobogós helyezéssel is büszkélkedhetünk.
Az 1. Magyar Sepak takraw bajnokságot 2006. november 11-én rendezték meg. A széles körű meghirdetés ellenére csak az Újszászi VVSE lábtolllabdázói vettek részt a versenyen.
A magyar szövetség testülete a 2006. november 11-i versenyen alakult meg. Célként tűzte ki a sportág hazai népszerűsítését, több hazai verseny megrendezését, és az európai versenysorozat egyik fordulójának lebonyolítását.